# Ratnasiri Wickremanayake

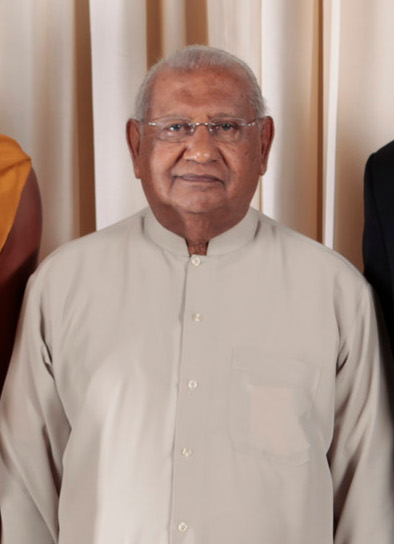
Ratnasiri Wickremanayake 2009.

Ratnasiri Wickremanayake, född 5 maj 1933, död 27 december 2016 i Colombo, var en lankesisk politiker.
Wickremanayake var förste vice ordförande i Sri Lankas frihetsparti
Under den tidigare presidenten Chandrika Kumaratunga hade Wickremanayake flera olika ministerposter och var Sri Lankas fjortonde premiärminister mellan augusti 2000 och december 2001. Han avgick efter att regeringen förlorade en förtroendeomröstning i parlamentet. Efter SLFP:s framgångar i valet i april 2004 innehade han åter flera olika ministerposter. Den 21 november 2005 utnämndes Wickremanayake av president Mahinda Rajapaksa åter till premiärminister. 
Vad avser inbördeskonflikten i Sri Lanka ansågs Wickremanayake vara en hök.